# Junichi Watanabe (astronome)
Pour les articles homonymes, voir Junichi Watanabe.
Junichi Watanabe, né en 1960, est un astronome japonais, vice-président de l'Union astronomique internationale de 2018 à 2024.
En 1996, il était chef de division du Bureau d'information publique de l'Observatoire astronomique national du Japon et, à partir de 1994, président de la conférence japonaise sur les comètes. Activement impliqué dans la recherche sur les planètes mineures, les comètes et les météores, il a organisé une équipe d'observation efficace et a contribué au développement de l'infrastructure de planétologie au Japon. Il joue également un rôle important dans la vulgarisation de l'astronomie et de la planétologie.
L'astéroïde (6052) Junichi, découvert le 9 février 1992 par Kin Endate et Kazurō Watanabe à Kitami, a été nommé en son honneur le 4 avril 1996 (Minor Planet Circular 26930).